# Segati
Segati is een bestuurslaag in het regentschap Pelalawan van de provincie Riau, Indonesië. Segati telt 6091 inwoners (volkstelling 2010).